# Ingrid Martz
Ingrid Martz de la Vega (Cidade do México, 17 de setembro de 1979) é uma atriz e modelo mexicana onde sua carreira é voltada principalmente para as telenovelas..

## Biografia
Ingrid estudou atuação no famoso Centro Artística de Televisa (CEA) e na Compañía de Teatro Manuel Bauche Alcalde. En 1989 ela estreou na televisão na telenovela Amor de Nadie, ao lado da atriz Lucía Méndez, e a partir dai que sua carreira como atriz tomou um caminho cheio de êxitos.
Outros telenovelas das quais Ingrid participou foram: Luz Clarita (1996), Salud, Dinero y Amor (1997), María Isabel (1997), Camila (1998), Mujeres engañadas (1999), Carita de ángel (2000), El derecho de nacer (2001), El juego de la vida (2001), Amor real (2003) e Amarte es mi pecado (2004), entre outras.
Além de suas atuações dentro das telenovelas, Ingrid também teve várias aparições dentro do mundo dos videoclipes musicais. No cinema, La Segunda Noche, Inesperado Amor e Escándalo são alguns dos filmes nos quais já atuou.
No ano de 2004 participou da produção de José Alberto Castro, a telenovela Rubi, onde personificou a personagem 'Lorena'. 
Em 2005 ganha seu primeiro papel de protagonista na novela Pablo y Andrea.
Já 2006 atuou na telenovela Feridas de Amor, tendo como a personagem Renata San Llorente. No mesmo ano, ela integrou o elenco do polêmico filme Así del precipicio, no qual interpretou uma jovem que descobre que é lesbiana. 
Em 2007 se une ao elenco de Tormenta en el paraíso, como Karina Rosenberg. 
Já em 2008, forma parte do elenco de outro filme Ángel caído, onde atuou com os atores Sebastián Zurita, Humberto Zurita e Christian Bach, entre outros. Ainda em 2008 Ingrid posa para uma revista masculina no México, em um ensaio sensual com pouca roupa. 
Em 2010 protagonizou a telenovela Zacatillo junto com o ator Jorge Aravena. 
Em 2013 interpretou a vilã Dóris na novela Corazón indomable. No mesmo ano também interpretou uma vilã na novela Qué pobres tan ricos. 
Em 2015 é confirmada no elenco de  Antes Muerta que Lichita  vivendo mais uma vilã. 
Em 2017 protagonizou a novela Tres familias.

## Vida Pessoal
Entre 2006 e 2010 viveu um romance com John Ecker, fiho do ator Guy Ecker.
Em 4 de março de 2017 se casou com o fotográfo Rodrigo Luque. Em 22 de maio de 2019 nasceu Martina, a primeira filha do casal.

## Carreira

### Telenovelas
- Gloria Trevi: Ellas soy yo (2023) - Gloria Ruiz Arredondo de Treviño (jovem)
- Vencer la culpa (2023) - Carmina Gaytán Gascón de Córdoba
- Mi camino es amarte (2022) - Martina Pérez Galván de Santos
- Tres familias (2017-2018) - Bela Barroso vda. de Del Valle / Bela Barroso vda. de Del Pedregal
- Divina, está en tu corazón (2017) - Brisa
- Antes muerta que Lichita (2015-2016) - Luciana de Toledo y Mondragón Iribarren[11]
- Qué pobres tan ricos (2013-2014) - Minerva Fontenelle Blanco / Minerva Fontenelle de Ruizpalacios
- Corazón indomable (2013) - Dóris Montenegro
- La que no podía amar (2011-2012) - Daniela "Dany" Gutiérrez
- Zacatillo, un lugar en tu corazón (2010) - Karla Abreu Campos / Sara Villegas
- Querida enemiga (2008) - Apresentadora
- Tormenta en el paraíso (2007-2008) - Karina Rossemberg / Valeria "Sirenita" Ross
- Heridas de amor (2006) - Renata San Llorente de Aragón
- Pablo y Andrea (2005) - Alma Ibáñez
- Rubi (2004) - Lorena Trevino
- Amarte es mi pecado (2004) - Renata Quiroga
- Amor real (2003) - Pilar Piquet de Márquez
- El juego de la vida (2001-2002) - Georgina "Gina" Rivero Fuentes Guerra
- El derecho de nacer (2001) - Leonor Castro
- Carita de ángel (2000-2001) - Doménica Rossi Rivero
- Cuento de Navidad (1999) - Convidada da luta livre
- Mujeres engañadas (1999-2000) - Adriana
- Preciosa (1998) - Alma San Román
- Salud, dinero y amor (1997) - Ingrid Sandoval
- María Isabel (1997) - Amiga de Gloria

### Cinema
- 2014 - La Dictadura Perfecta
- 2014 - Volando Bajo
- 2009 - Angel Caído
- 2006 - Asi del Precipicio
- 1999 - La Segunda noche
- 1999 - Qué nos pasa?
- 1999 - Inesperado Amor
- 1997 - Salud, Dinero y Amor

### Séries e Programas de Televisão
- 2013 - Nueva Vida - Karla
- 2007 - RBD (La Família) - Cláudia
- 2007 - Objetos perdidos - Stephanie
- 2007 - XHDRbZ - Ignelia Troncoso
- 2005 - Así del Precipicio - Daphne
- 2005 - Vecinos - Samantha Rosas
- 2004 - Vida TV
- 2004 - Big Brother VIP
- 2002 - Mujer, casos de la vida real - Linda Torres-Oviedo